# بطولة تونس للكرة الطائرة للسيدات 2023–24
بطولة تونس للكرة الطائرة للسيدات 2023-2024 هو الموسم رقم 66 من بطولة تونس للكرة الطائرة للسيدات.

## روابط خارجية
- الموقع الرسمي للجامعة التونسية للكرة الطائرة.